# Pan Brumisti
I Pan Brumisti sono un gruppo musicale italiano formatosi a Milano nel 1972

## Storia del gruppo
Il nome deriva dal "Brumista", locale sul Naviglio Pavese dove i componenti si ritrovano abitualmente. Qui lavora il pianista Giovanni Del Giudice, uno dei protagonisti del cabaret milanese degli anni '60.
La formazione è composta da Francesco Rossi
( chitarra, voce,) Piero Goria (percussioni, voce Sergio Secondiano Sacchi (chitarra, banjo, voce), Enrico Sala (chitarra, mandolino, balalaika, voce), Antonio Silva (voce). Giovanni Del Giudice (pianoforte) 
Esordiscono con canzoni umoristiche e popolari al Teatro-cabaret Il Refettorio e parallelamente sviluppano un proprio repertorio di canzoni d'autore.
Nel 1975 Francesco Guccini regala al gruppo due canzoni inedite: Ti ricordi quei giorni e Via dei Poeti La stessa cosa fa Roberto Vecchioni con I pesci nelle orecchie e I Poeti.
Nel 1976 esce il disco "I padroni della città" (L'Orchestra), presentato alla Terza Rassegna del Club Tenco. 
In seguito alcuni componenti scelgono altre strade: Antonio Silva quella di preside di liceo (diventando anche presentatore ufficiale del Club Tenco). Subentrano Maurizio Del Monaco (sax), Luca Gandini (batteria), Marco Tazzi (pianoforte e tastiere).
Nel 1978, mentre si stanno preparando le canzoni per il secondo album, il gruppo si scioglie, ma tutto il lavoro non va disperso, anche se verrà alla luce solo trent'anni dopo: nel 2008 Ala Bianca pubblica il doppio cd Pan Brumisti. Quelle piccole cose che raccoglie un loro repertorio di quaranta canzoni e traduzioni inedite interpretate, oltre che dai Pan Brumisti, da: Luis Eduardo Aute, Francesco Baccini, Gerardo Balestrieri, Juan Carlos Biondini, Giovanni Block, Stefano Bollani, Luca Bonaffini, Maria del Mar Bonet, Daniele Caldarini, Gigliola Cinquetti, Lu Colombo, Fabrizio Consoli, Giorgio Conte, Carlo Fava, Eugenio Finardi, Ricky Gianco, Mauro Ermanno Giovanardi, Sérgio Godinho, Francesco Guccini, Pedro Guerra, Joan Isaac & Mauro Pagani, Mimmo Locasciulli, Max Manfredi, Roger Mas, Milva, Andrea Mingardi, Marco Ongaro, Moni Ovadia, Alberto Patrucco, Massimo Priviero, Massimo Ranieri, Joan Manuel Serrat, Paolo Simoni, Skiantos, Têtes de Bois, Roberto Vecchioni, Peppe Voltarelli.
Sotto la direzione musicale di Daniele Caldarini, l'attività discografica prosegue saltuariamente con l'inserimento di alcune loro canzoni o interpretazioni in dischi collettivi:
- Le cose di Amilcare Barcelona 2013 (brano Il 14 gennaio) - Cose di Amilcare 2013
- Scarpette rosa (brano Parole da parole) - Club Tenco 2016
- Io credevo. Le canzoni di Gianni Siviero (brano Io credevo) - Squilibri 2019[10]

## Discografia

### Album
- 1976 - I padroni della città (L'Orchestra, OLP 10 007)
- 2008 - Quelle piccole cose (Ala Bianca, DDCT 128553987-2)